# Tisa (jezero)
Tisa  (mađarski: Tisza-tó) ili Kiškerska akumulacija  (mađarski: Kiskörei-víztározó) je najveće umjetno i drugo po veličini jezero u Mađarskoj.
Nalazi se na jugoistočnom dijelu Heveške županije, pored 
Borsod-Abaúj-Zemplénske, Hajdu-biharske i Jaziško-velikokumansko-szolnočke županije.
Kao dio stalnog toka rijeke Tise jezero je izgrađeno u sklopu projekta obrane od poplava. Brana na Tisi izgrađena je 1973. a njegovo punjenje je završio u 1990.-tim, što je rezultiralo s površinom jezera od 127 km². Jezero je dugo 27 km, s prosječnom dubinom od 1,3 metra te maksimalne dubine od 17 metara. Jezero ima mnogo otočića ukupne površine od oko 43 km².
Nakon što je završena gradnja jezera, ono je postalo turističko mjesto i alternativa skupljem i napućenijem Balatonu. Kao rezultat toga razvijena je turistička infrastruktura, akumulacija je nazvana jezero Tisa, a vlada je dozvolila turističku djelatnost.
Jezero ima novu lokalnu ekologiju s raznolikim biljnim i životinjskim svijetom.
U selu Poroszlu 2012. godine otvoren je ekocentar koji koji se bavi proučavanjem prirode i životinjskog svijeta na rijeci Tisi i jezeru.

## Vanjske poveznice
- Informacije o jezeru  Arhivirana inačica izvorne stranice od 30. studenoga 2008. (Wayback Machine)

- Ekocentaru Poroszlu

- Jezero Tisa na funiq.hu